# Dysphania percota
Dysphania percota är en fjärilsart som beskrevs av Charles Swinhoe 1891. Dysphania percota ingår i släktet Dysphania och familjen mätare. Inga underarter finns listade i Catalogue of Life.

## Bildgalleri

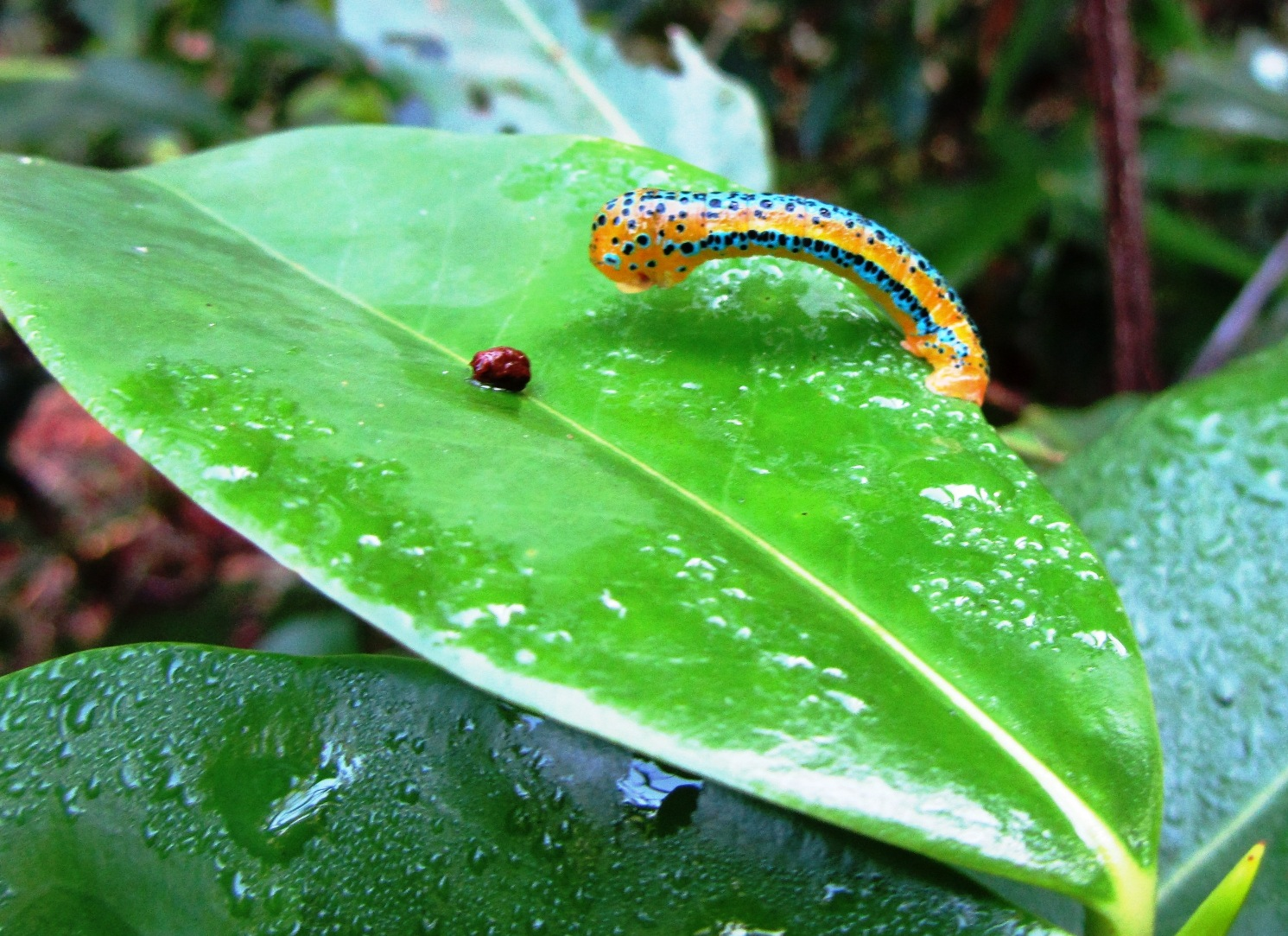